# Суботин, Андрей Валерьевич
Андрей Валерьевич Суботин (укр. Андрій Валерійович Суботін; 19 июля 1987, Толбузино — 7 мая 2022, Мариуполь) — украинский военнослужащий, капитан юстиции, участник российско-украинской войны. Герой Украины (2024, посмертно).

## Биография
Андрей Суботин родился в семье пограничника. Получил три высших образования и работал юристом в Киевской области.
В 2019 году вступил на службу в Донецкий пограничный отряд в Мариуполе, где был назначен на должность юриста. Во время службы познакомился с Валерией Карпиленко (позывной «Нава»).
С началом полномасштабного вторжения России в Украину принимал участие в обороне Мариуполя. 26 марта 2022 года получил ранения в бедро и руку и был госпитализирован на территорию завода «Азовсталь».
5 мая 2022 года женился на Валерии, изготовив обручальные кольца из фольги. После этого вернулся на позиции и 7 мая 2022 года погиб от ран, полученных в результате обстрела из гранатомета и стрелкового оружия.
12 мая 2022 года история Андрея и Валерии была опубликована на YouTube-канале Дмитрия Козацкого.

## Награды
- Звание «Герой Украины» с удостоением ордена «Золотая Звезда» (23 августа 2024, посмертно) — за личное мужество и героизм, проявленные в защите государственного суверенитета и территориальной целостности Украины, верность военной присяге[1].
- Орден «За мужество» III степени (15 июня 2022, посмертно) — за личное мужество и самоотверженные действия, проявленные в защите государственного суверенитета и территориальной целостности Украины, верность военной присяге[2].